# Antras (Gers)
Antras település Franciaországban, Gers megyében. Lakosainak száma 41 fő (2022. január 1.). Antras Jegun, Biran, Ordan-Larroque és Saint-Lary községekkel határos.

## Népesség
A település népességének változása:
| Lakosok száma | 86   | 55   | 51   | 61   | 51   | 49   | 47   | 46   | 44   | 41   |
|               | 1968 | 1982 | 1990 | 2006 | 2013 | 2015 | 2017 | 2019 | 2020 | 2022 |